# Transmetal
Transmetal ist eine mexikanische Thrash-Metal-Band aus Yurécuaro, die im Jahr 1987 unter dem Namen Temple de Acero gegründet wurde. Die Band trat bereits zusammen mit Gruppen wie Slayer, Sodom, Kreator, Death, Malevolent Creation, Sepultura, Demolition Hammer, Obituary, Destruction, Devastation, Sacred Reich, Napalm Death, Dark Angel, Nuclear Assault, Testament, Morbid Angel, Deicide, Cannibal Corpse, Overkill, Sadus, Monstrosity und Unleashed auf.

## Geschichte
Die Band wurde im Januar 1987 von Geschwistern Juan Partida Bravo (E-Gitarre), Lorenzo Partida Bravo (E-Bass) und Javier Partida Bravo (Schlagzeug) unter dem Namen Temple de Acero gegründet. Im Jahr 1988 erschien das Debütalbum Muerto en la Cruz, worauf Gitarrist und Sänger Alberto Pimentel zu hören war. Das Album wurde von Eric Meyer (Dark Angel) produziert. Im Jahr 1990 schloss sich das zweite Album Sepelio en el Mar an, ehe Pimentel die Band verließ und die Band Leprosy (damals noch unter dem Namen Leprosy) gründete. Als neuer Sänger kam Alejandro González zur Band, woraufhin Juan Carlos Camarena als Gitarrist und ebenfalls auch als Sänger zur Band kam. Im Jahr 1991 folgte eine Tournee durch Mexiko zusammen mit Sacred Reich, Napalm Death und Sepultura. Im Mai 1992 trat die Band auf dem Mexican Mosh Festival auf zusammen mit Sick of It All, Deicide und Nuclear Assault. Im selben Jahr verließen González und Camarena die Band wieder, sodass Pimentel als Sänger zurückkehrte. Im Oktober folgte eine Tournee durch Mexiko zusammen mit Mortuary und Inquisidor. Im März 1993 trat die Gruppe erneut auf dem Mexican Mosh Festival auf, wo auch Gruppen wie Monstrosity, Kreator und Overkill spielten. Im Juni 1994 trat die Band in Spanien auf dem Monstruos de Rock zusammen mit Rata Blanca und Angeles del Infierno. Pimentel trat außerdem wieder aus, um sich erneut Leprosy zu widmen. Als neuer Sänger kam Arturo Huizar hinzu, ehe im Februar 1998 Sänger Mauricio Torres und Gitarrist Ernesto Torres zur Band kamen. Nachdem das Album  Tristeza de Lucifer veröffentlicht worden war, schloss sich eine Tournee durch Südamerika an. In den Folgejahren wechselte der Posten des Sängers und Gitarristen mehrfach und die Band veröffentlichte weitere Alben.

## Stil
Die Band zählt zu den wichtigsten Vertretern der mexikanischen Thrash-Metal-Szene, wobei der Gesang bei den englischsprachigen Lieder vor allem durch den starken Akzent geprägt ist.

## Diskografie
- Velocidad, Desecho y Metal (Demo, 1987, Eigenveröffentlichung)
- Muerto en la Cruz (Album, 1988, Avanzada Metallica)
- Desear un Funeral (EP, 1989, Avanzada Metalica)
- Sepelio en el Mar (Album, 1990, Discos y Cintas Denver)
- Zona Muerta (Album, 1991, Discos y Cintas Denver)
- Amanecer en el Mausuleo (Album, 1992, Discos y Cintas Denver)
- En Vivo Vol. 1 (Live-Album, 1992, Discos y Cintas Denver)
- En Vivo Vol. 2 (Live-Album, 1992, Discos y Cintas Denver)
- Burial at Sea (Album, 1992, Grind Core Records)
- Cronicas de Dolor (Album, 1993, Discos y Cintas Denver)
- El Infierno de Dante (Album, 1993, Discos y Cintas Denver)
- Dante's Inferno (Album, 1993, Discos y Cintas Denver)
- Estalla Tu Cerebro 1 (Split-VHS mit Khafra, Next und Garrobos, 1993, Discos y Cintas Denver)
- Veloz y Devastador Metal (Kompilation, 1995, Discos y Cintas Denver)
- El Llamado de la Hembra (Album, 1996, Discos y Cintas Denver)
- Mexico Barbaro (Album, 1996, Discos y Cintas Denver)
- Las Alas del Emperador (Album, 1999, Discos y Cintas Denver)
- Transmetal XIII Años (DVD, 1999, Discos y Cintas Denver)
- XIII Años en Vivo Primera Parte (Live-Album, 2000, Discos y Cintas Denver)
- XIII Años en Vivo Segunda Parte (Live-Album, 2000, Discos y Cintas Denver)
- XIII Años En Vivo + Videocompilación (DVD, 2000, Discos y Cintas Denver)
- XIII Años En Vivo Primera Parte (VHS, 2000, Discos y Cintas Denver)
- XIII Años En Vivo Segunda Parte (VHS, 2000, Discos y Cintas Denver)
- Debajo de los Cielos Purpura (Album, 2001, Discos y Cintas Denver)
- Tristeza de Lucifer (Album, 2002, Discos y Cintas Denver)
- El Amor Supremo (Album, 2002, Discos y Cintas Denver)
- Lo Podrido Corona La Inmensidad (Album, 2004, Discos y Cintas Denver)
- 17 Years Down in Hell (Kompilation, 2004, Discos y Cintas Denver)
- Temple De Acero (Album, 2004, Discos y Cintas Denver)
- El Despertar de la Adversidad (Album, 2006, Discos y Cintas Denver)
- Progression Neurotica (Album, 2006, Discos y Cintas Denver)
- Batalla por el Infierno (Kompilation, 2007, Teyers Records)
- 20 Años Ondeando La Bandera Del Metal (Album, 2007, Discos y Cintas Denver)
- En Vivo Desde Tijuana, Mex. (Live-Album, 2008, Regimental Records)
- Odyssey in the Flesh (Album, 2008, Felony 1 Records)
- Decadencia En La Modernidad (Album, 2011, La Mazakuata Records)
- Renovación desde las Ruinas (DVD, 2011, La Mazakuata Records)
- Indestructible (Album, 2012, La Mazakuata Records)